# 京丹後市消防本部
京丹後市消防本部（きょうたんごししょうぼうほんぶ）は、京都府京丹後市の消防部局（消防本部）。管轄区域は京丹後市全域。

## 概要
- 消防本部：京丹後市峰山町丹波826-1
- 管内面積：501.84km2
- 職員定数：100人
- 消防署1カ所、分署2カ所、分遣所1カ所

## 沿革
- 1987年4月　中郡峰山町・大宮町・竹野郡網野町・丹後町・弥栄町・熊野郡久美浜町の6町が一部事務組合の丹後広域消防組合を設立する。
- 1987年10月　1本部（丹後広域消防組合消防本部）1署（峰山消防署）2分署（網野分署・久美浜分署）体制で常備消防事務を開始する。
- 1989年11月　竹野川分遣所を開設する。
- 1995年12月  高規格救急自動車を消防署に配備する。
- 2003年3月　救助工作車を消防署に配備する。
- 2004年4月1日　峰山町・大宮町・網野町・丹後町・弥栄町・久美浜町の新設合併に伴い、京丹後市が発足する。
  - 丹後広域消防組合が合併前日をもって解散し、京丹後市に承継する。単独消防として京丹後市消防本部を設置する。

## 組織
- 本部
  - 総務課
  - 警防課
  - 予防課
- 消防署
  - 消防課
    - 消防係
    - 救急係
    - 予防・調査係
    - 指令係
    - 庶務係

## 消防署
| 消防署     | 住所            | 分署                                             | 分遣所                  |
| ---------- | --------------- | ------------------------------------------------ | ----------------------- |
| 峰山消防署 | 峰山町丹波826-1 | 網野：網野町網野3030 久美浜：久美浜町甲山1523-18 | 竹野川：丹後町大山681-1 |